# Obelisk Manisztusu
Obelisk Manisztusu – kamienna stela w kształcie czworobocznego, zwężającego się ku górze obelisku, powstała na rozkaz Manisztusu (ok. 2270-2255 p.n.e.), trzeciego króla z dynastii akadyjskiej, syna słynnego Sargona Wielkiego. Zabytek ten odnaleziony został w końcu XIX wieku w Suzie przez archeologów francuskich; obecnie znajduje się w Luwrze.

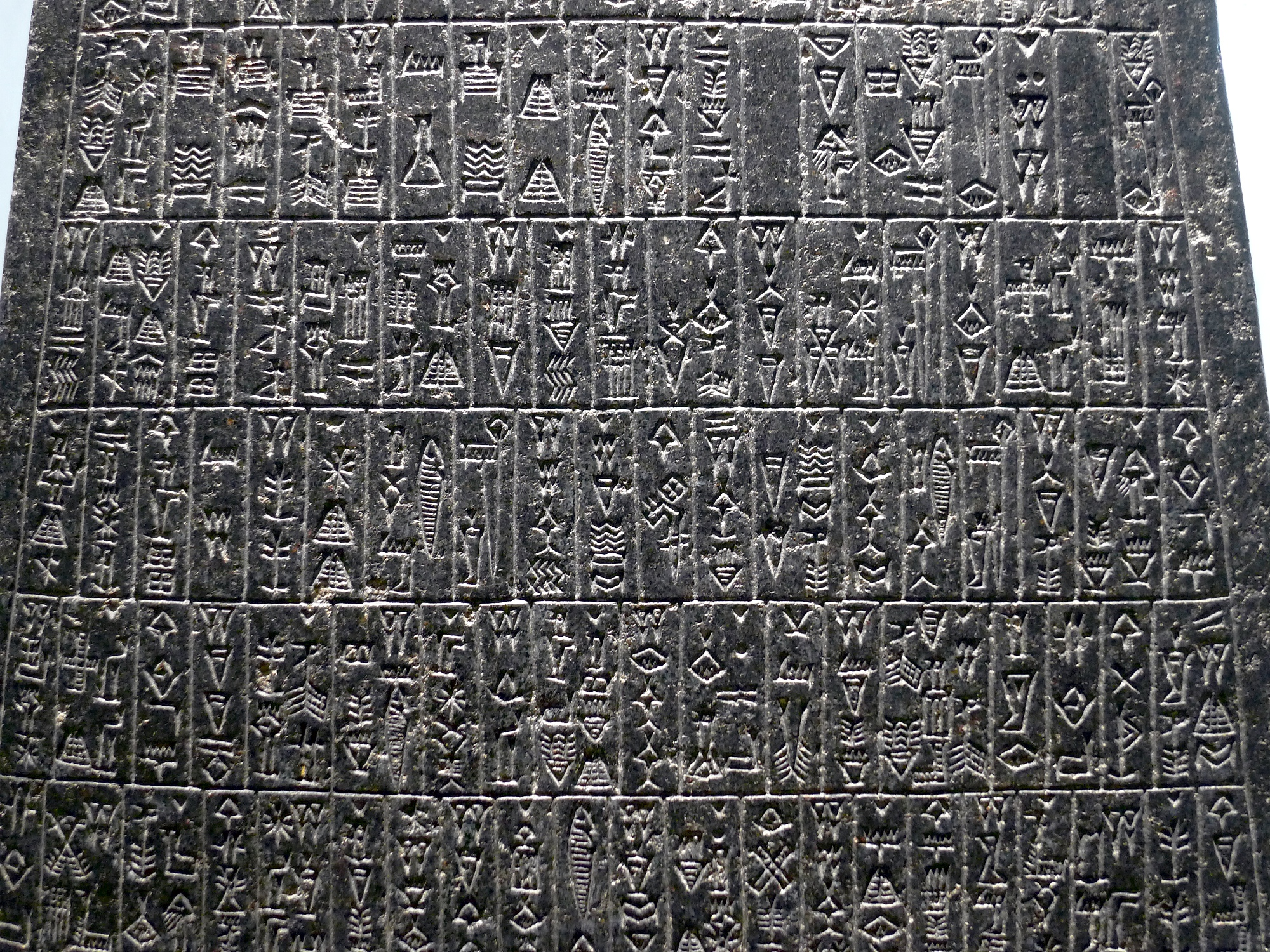
Obelisk Manisztusu - fragment inskrypcji

## Opis zabytku
Obelisk Manisztusu ma wysokość 1,4 metra, szerokość 0,6 metra i grubość 0,6 metra. Wykonany został z twardego, czarnego diorytu. Jego cztery boki niemal całkowicie pokrywa inskrypcja w języku akadyjskim zapisana pismem klinowym. 
Treść inskrypcji dotyczy wykupu przez króla Manisztusu dużych obszarów ziemi w okolicach miasta Kisz. Na terenach tych utworzył on cztery wielkie posiadłości, które podzielone zostały na mniejsze działki. Działki te król przydzielił swym dowódcom wojskowym. Poprzez nadania ziemi chciał on najprawdopodobniej zapewnić sobie ich lojalność. 
Obelisk Manisztusu odkryty został w 1898 roku przez Jacques'a de Morgana w czasie francuskich prac wykopaliskowych prowadzonych w mieście Suza w Iranie. W czasie tychże wykopalisk odkryto też inne ważne mezopotamskie zabytki, jak np. stelę Naram-Sina i stelę z kodeksem Hammurabiego. Wszystkie one były łupem wojennym elamickiego króla Szutruk-Nahhunte I (1185-1155 p.n.e.), który przywiózł je tu z Babilonii. 
Wystawianie kamiennych stel z inskrypcjami potwierdzającymi królewskie nadania ziemi rozpowszechniło się szczególnie w 2 połowie II tys. p.n.e., za panowania królów kasyckich, kiedy to znane one były pod nazwą kudurru.